# Session laws
Las session laws son la recopilación de las leyes aprobadas por el Congreso de los Estados Unidos durante un período legislativo. Las session laws habitualmente se publican al final de la legislatura como un volumen encuadernado.
Los Statutes at Large de los Estados Unidos son un ejemplo de session laws publicadas cada dos años. Las session laws se publican normalmente cada año o cada dos años, dependiendo de la duración del período legislativo, que a su vez generalmente depende de la frecuencia con la que se celebren las elecciones generales de la legislatura.
Las leyes que se promulgan durante un período legislativo pueden reemplazar las leyes vigentes o puede ser necesario incorporarlas a las leyes en vigor. Si el organismo responsable de la impresión de las leyes actualizadas aún no ha publicado una nueva edición que contenga las modificaciones o adiciones aprobadas durante una reciente legislatura, las personas que necesitan hacer referencia a los cambios pueden remitirse directamente a las session laws. Además, durante un período legislativo pueden aprobarse leyes que no serán de aplicación a la población general. Estas leyes no tienen que ser añadidas a las Statutes at Large, y solo aparecen publicadas como session laws.